# Йосипович, Александар
Александар Йосипович (серб. Aleksandar Josipović, родился в 1981 году) — французский танцор сербского происхождения, педагог, хореограф и чемпион по спортивным танцам. Он состоит в родстве с Антоном Йосиповичем, олимпийским чемпионом по боксу (Лос- Анджелес, 1984) и с Иво Йосиповичем, хорватским композитором, профессором университета и президентом Хорватии с 2010 по 2015 годы.
В спортивном танце:
- восемь раз побеждал на Национальном турнире (бальные танцы, партнёрша Марина Йеремич).
- финалист Золотого Кубка мира (Англия) и полуфиналист Кубка мира (Венгрия)
- победитель Открытого Чемпионата Средиземноморья в 2001 году
- чемпион в категории Disco Performance в 2001 году
- вице-чемпион в категории Show Dance, соло, мужчины, в 2001 году.

В течение своей карьеры выступал перед королевскими семьями и президентами многих стран. Александар является одним из самых успешных танцоров и педагогов мира родом из Югославии.

## Образование и работа
- 2000—2002 год, Математический факультет Белградского университета
- 2005—2009 год, Национальный центр танца (Centre national de la danse), Париж, Франция
- 2006—2007 год, аспирантура dance movement therapy, Codarts Academy, Роттердам, нидерланды
- 2008—2009 год, нейролингвистическое программирование, UCSC, США

В качестве ассистента работал во французской клинике CEREP для молодёжи (Париж, Франция).
Преподаёт педагогику танца, танцевальную терапию, современную психологию и нейролингвистическое программирование во Франции, США, Сербии, Словении, Боснии и Герцеговине, Нидерландах, Финляндии, Гваделупе, Испании..
Организатор нескольких международных семинаров танца в Сербии и художественный директор традиционного фестиваля Дни французско-сербской дружбы в Лазаревце..

## PERFORMANCE
- в 2001 году выступает перед принцессой Елизаветой Карагеоргиевич
- в 2001-02 годах выступает как солист шоу-программы Paris Paradise в большом китайском турне
- в 2007 году — Deranger, фильм на тему моды, художественный директор Богомир Дорингер, продукция AVANT 16[4][5]
- в 2007-09 годах работал над проектом, связанным с Холокостом и биографией Симона Визенталя[6]
- в 2008 году — МС (мастер церемоний) на Евровидении-08[7]

## Книги
Он опубликовал первую книгу в Сербии на тему педагогики танца Let’s dance — новые методы в танцевальной педагогике, а также на тему основы танца Вы любите танцевать? и Жизнь — это игра, поэтому играй мудро, которые рекомендованы ЮНЕСКО. Александар является автором нескольких статей в известных научных и LifeStyle-журналах (Европа и Азия).
.

## Мулен Руж
С 2002 до 2012 года Александар — солист в знаменитом кабаре Мулен Руж. В 2004 году известная журналистка Мира Аданя Полак снимает телепередачу В Moulen Rouge — Александар Йосипович. Он является единственным сербом, который когда-либо танцевал на сцене Мулен Руж..

## С 2012 года
Становится ассистентом профессора Руд Вермей. В 2012 году Александар Йосипович в городе Сараево создал, разработал и вёл в течение нескольких дней психосоматический (танцевальный) семинар для людей с инвалидностью под названием На колёсах, который организовала ассоциация Контакт. Вместе с людьми с ограниченными возможностями в этом семинаре и презентации приняли участие профессиональные актёры и актрисы: Ермин Браво, Мая Изетбегович, Джана Пиньо, Борис Лер, Ясенко Пашич и Албан Укай.
Александар является членом Международного комитета ЮНЕСКО. В качестве хореографа работает в MESSshool — творческом проекте, организованном Международным театральным и кино фестивалем MESS в сотрудничестве с посольством Норвегии как часть проекта Undiplomatic Art. В рамках программы MESSshool проведена серия семинаров из области театрального искусства для учащихся средней школы, чтобы познакомить их с театром и возможностью непосредственно общаться са зрителями на тему важных социальных проблем с целью пересечения и преодоления всех ограничений и барьеров.

## РАЗЛИЧНЫЕ ДАННЫЕ
В 2007 году Лиляна Пакич, вдохновлённая жизнью и творчеством Йосиповича, опубликовала книгу Перья, перо и пыль.

## официальный сайт
- AleksandarJosipović.com